# Birmingham City Football Club
O Birmingham City Football Club é um clube profissional de futebol com sede na cidade de Birmingham, Inglaterra. Formado em 1875 como Small Heath Alliance, tornou-se Small Heath em 1920. Uma década depois, em 1930, o clube era conhecido simplesmente como Birmingham, e finalmente em 1943 tornou-se Birmingham City.
Ainda como Small Heath, foi membro fundador e primeiro campeão da Football League Second Division, com o período de maior sucesso na sua história tendo sido já como Birmingham City, nos anos 1950 e início dos anos 1960, quando conseguiu a sua mais alta posição na Primeira Divisão na temporada 1955–1956, sexto lugar, foi até a final da FA Cup de 1956, avançou para a final do Inter-Cities Fairs Cup em 1960 e 1961, tendo conquistado o seu primeiro grande troféu, a Copa da Liga Inglesa em 1963, ao bater o seu grande rival, o Aston Villa por 3–1 no agregado.
O Birminghan ganhou pela segunda vez a Copa da Liga Inglesa na Temporada 2010-11. Na maioria das temporadas o Birmingham jogou na primeira divisão e o seu maior período fora dela foi entre 1986 e 2002, incluídas duas breves passagens pela terceira divisão, competição a qual ganhou duas vezes, tendo conquistado em quatro ocasiões a segunda divisão.
O St Andrew's Stadium, com capacidade para cerca de 30.000 pessoas, tem sido a sua sede desde 1906. Tem uma longa e histórica rivalidade com o Aston Villa, o seu rival citadino, com quem disputa o Second City Derby e também com o West Bromwich. O apelido do clube é Blues (Azuis), devido a cor do seu uniforme, e seus torcedores são conhecidos como Bluenoses.

## História

### Primeiros anos (1875–1943)
O Birmingham City foi fundado com a designação de Small Heath Alliance em 1875 e, a partir de 1877, passou a disputar os seus jogos em casa, em Muntz Street. O clube profissionalizou-se em 1885 e, três anos mais tarde, tornou-se o primeiro clube de futebol a transformar-se numa sociedade anônima com um conselho de administração, sob o nome de Small Heath F.C. Ltd. A partir da temporada de 1889–90, passou a jogar na Football Alliance, que funcionava a par da Football League. Em 1892, o Small Heath, juntamente com as outras equipas da Alliance, foi convidado a integrar a recém-formada Football League Second Division. Na temporada seguinte, a promoção à Primeira Divisão foi assegurada após um segundo lugar e uma vitória no jogo de teste sobre o Darwen. O clube adotou o nome de Birmingham Football Club em 1905 e mudou-se para a sua nova casa, St Andrew's, no ano seguinte. O Birmingham foi rebaixado em 1908, obrigado a candidatar-se à reeleição dois anos mais tarde, e permaneceu na Second Division até depois da Primeira Guerra Mundial.
A capitania de Frank Womack e a criatividade do jogador internacional escocês Johnny Crosbie contribuíram muito para que o Birmingham ganhasse o seu segundo título da Second Division em 1920–21. Womack fez 515 jogos, um recorde do clube para um jogador na época, ao longo de uma carreira de vinte anos.[carece de fontes?] Em 1920, Joe Bradford, de 19 anos, estreou no clube, marcando um recorde de 267 gols em 445 jogos e fazendo 12 jogos pela Seleção Inglesa. Em 1931, o treinador Leslie Knighton levou o clube à sua primeira final da FA Cup, que perdeu por 2–1 para o West Bromwich Albion, da Segunda Divisão. Apesar de o Birmingham ter permanecido na Primeira Divisão durante 18 temporadas, teve dificuldades no campeonato, com muita dependência do goleiro inglês Harry Hibbs para compensar a falta de gols, à exceção do Bradford, no ataque. Foi finalmente rebaixado em 1939, a última temporada completa antes de a Football League ser abandonada durante a Segunda Guerra Mundial.

### Birmingham City: sucesso no pós-guerra (1943–1965)
O nome Birmingham City F.C. foi adotado em 1943. Sob a direção de Harry Storer, nomeado treinador em 1945, o clube venceu a liga da Football League South em tempo de guerra e chegou às semifinais da primeira FA Cup do pós-guerra. Dois anos mais tarde, o clube conquistou o seu terceiro título da Segunda Divisão, tendo sofrido apenas 24 gols nos 42 jogos da temporada. O sucessor de Storer, Bob Brocklebank, embora não tenha conseguido evitar a rebaixamento em 1950, trouxe jogadores que contribuíram significativamente para os êxitos do clube na década seguinte. Quando Arthur Turner assumiu o cargo de treinador, em novembro de 1954, fez com que o clube jogasse mais perto do seu potencial e uma vitória por 5–1 no último dia da temporada de 1954–55 confirmou o título de campeão. Na sua primeira temporada de regresso à First Division, o Birmingham alcançou o seu melhor resultado no campeonato, o sexto lugar. Chegaram também à final da FA Cup, perdendo por 3–1 para o Manchester City, num jogo em que o goleiro do City, Bert Trautmann, jogou os últimos 20 minutos com um osso partido no pescoço. Na temporada seguinte, o clube perdeu na semifinal da FA Cup pela terceira vez desde a guerra, desta vez derrotado por 2–0 pelas "Busby Babes" do Manchester United.
O Birmingham foi o primeiro clube inglês a participar nas competições europeias, ao disputar o seu primeiro jogo da fase de grupos da Taça das Cidades com Feiras, em 15 de maio de 1956;[carece de fontes?] chegou às semifinais, onde empatou com o Barcelona por 4–4, mas perdeu a partida de volta por 2–1. Foi também a primeira equipe inglesa a chegar a uma final europeia, perdendo por 4–1 nos agregados para o Barcelona na final da Taça das Cidades com Feiras de 1960 e por 4–2 para a Roma no ano seguinte. Na semifinal de 1961, venceu a Internazionale em casa e fora;[carece de fontes?] nenhum outro clube inglês ganhou um jogo competitivo no San Siro até o Arsenal o conseguir em 2003. A equipe de Gil Merrick guardou a sua melhor forma para as competições das taças. Apesar de o adversário na final da Copa da Liga de 1963, o rival local Aston Villa, ser o favorito antes do jogo, o Birmingham teve um bom desempenho na partida e venceu por 3–1 no total, conquistando o seu primeiro grande troféu. Em 1964–65, após dez anos na First Division, regressou à Second Division.

### Investimento, promoção e declínio (1965–1993)
O empresário Clifford Coombs assumiu o cargo de presidente em 1965, atraindo Stan Cullis da aposentadoria para gerir o clube. A equipe de Cullis jogava um futebol atraente que os levou às semifinais da Copa da Liga em 1967 e da FA Cup de 1968, mas na Football League precisava de uma abordagem diferente. O sucessor Freddie Goodwin tornou uma equipe que jogava um futebol hábil e agressivo, que ganhou a promoção e chegou às semifinais da FA Cup. Dois anos mais tarde, o clube ganhou dinheiro vendendo Bob Latchford ao Everton por um valor recorde britânico de 350 mil libras, mas sem os seus gols a equipe teve dificuldades. Sir Alf Ramsey geriu o clube durante um breve período antes de Jim Smith assumir o comando em 1978. Com a certeza da despromoção, o clube vendeu Trevor Francis ao Nottingham Forest, tornando-se o primeiro jogador a ser transferido por um valor de £1 milhão; Francis tinha marcado 133 gols em 329 jogos ao longo dos seus nove anos no Birmingham.
Smith levou o Birmingham diretamente para a First Division, mas um mau início na temporada 1981–82 levou-o a ser substituído por Ron Saunders, que tinha acabado de pedir demissão do Aston Villa, campeão da liga. A equipe de Saunders teve dificuldades em marcar gols e foi rebaixada em 1984, mas o último jogo em casa da temporada de promoção de 1984–85, contra o Leeds United, foi marcado por tumultos, que culminaram com a morte de um rapaz quando um muro caiu sobre ele. Coincidentemente foi no mesmo dia do incêndio no estádio do Bradford City e os acontecimentos em St Andrew's fizeram parte do inquérito do juiz Oliver Popplewell sobre a segurança nos recintos desportivos. O clube carecia de estabilidade dentro e fora do campo. Saunders pediu demissão após a derrota na FA Cup para a equipe Altrincham, que não pertencia à Liga, os funcionários foram despedidos, o campo de treinos foi vendido e, em 1989, o Birmingham estava na Third Division pela primeira vez na sua história.
Em abril de 1989, os irmãos Kumar, proprietários de uma cadeia de lojas de vestuário, compraram o clube. A rápida troca de dirigentes, a ausência do investimento prometido e a ameaça de recusa maciça de renovação de contratos por parte dos jogadores só foram atenuadas por uma viagem vitoriosa a Wembley, na Copa dos Membros Associados. Terry Cooper conseguiu a promoção, mas o colapso do Bank of Credit and Commerce International (BCCI) colocou as empresas dos Kumars em processo de recuperação judicial; em novembro de 1992, o liquidatário do BCCI pôs à venda a sua participação de 84% no clube de futebol.

### Venda e reconstrução (1992–2007)
O clube continuou na administração por quatro meses, até que o proprietário da Sport Newspapers, David Sullivan, comprou o clube por 700 mil libras, colocou Karren Brady, então com 23 anos, como diretora administrativa e deu dinheiro a Cooper para fazer contratações. No último dia da temporada, a equipe evitou o rebaixamento para a Third Division, mas após um início ruim na temporada 1993–94, Cooper foi substituído por Barry Fry. A mudança não evitou o rebaixamento, mas a primeira temporada completa de Fry trouxe a promoção de volta à segunda divisão como campeão, e a vitória sobre o Carlisle United na Football League Trophy com o gol de ouro de Paul Tait completou a "dobradinha da liga inferior". Depois de mais um ano, Fry foi demitido para dar lugar ao retorno de Trevor Francis.
Reforçado por jogadores com experiência de alto nível, incluindo o capitão do Manchester United, Steve Bruce, o time de Francis perdeu por pouco uma vaga nos play-offs em 1998, e três anos de derrotas nas semifinais dos play-offs se seguiram. O time chegou à final da Copa da Liga de 2001 contra o Liverpool no Millennium Stadium de Cardiff. O Birmingham empatou no último minuto do tempo normal, mas a partida foi para a disputa de pênaltis, vencida pelo Liverpool. Em outubro de 2001, a falta de progresso tornou a posição de Francis insustentável; após uma derrota de 6 a 0 para o Manchester City na Copa da Liga, ele saiu por consentimento mútuo. O retorno de Bruce como técnico abalou uma equipe obsoleta; ele levou o time do meio da tabela para os play-offs e derrotou o Norwich City nos pênaltis na final para garantir a promoção para a Premier League.
Motivado pelo inspirador atacante francês Christophe Dugarry, a primeira temporada do Birmingham na primeira divisão em 16 anos terminou no meio da tabela. Os 17 gols de Mikael Forssell, contratado por empréstimo, ajudaram o Birmingham a terminar na metade superior da tabela em 2003–04, mas quando ele se lesionou, a equipe de 2004–05 teve dificuldades para marcar gols. Em julho de 2005, o presidente David Gold disse que era hora de "começar a falar sobre ser tão bom quanto qualquer um fora dos três ou quatro primeiros colocados", com "o melhor elenco de jogadores dos últimos 25 anos". Lesões, perda de forma e falta de investimento na janela de transferências levaram o time a ser rebaixado em uma temporada cujo ponto baixo foi a derrota por 7 a 0 para o Liverpool na FA Cup. Jermaine Pennant e Emile Heskey saíram por valores recordes, muitos outros foram dispensados, mas a estratégia de recrutamento modificada de Bruce, combinando a experiência de transferências gratuitas com jovens jogadores "famintos" e a exploração astuta do mercado de empréstimos, trouxe a promoção automática no final de uma temporada que incluiu pedidos de sua cabeça.

### Anos chineses (2007–2023)
Em julho de 2007, o empresário Carson Yeung, de Hong Kong, comprou 29,9% das ações do clube, tornando-se o maior acionista individual, com o objetivo de assumir o controle total no futuro. Incerto quanto ao seu futuro sob possíveis novos proprietários, Bruce deixou o clube no meio da temporada. Seu sucessor, o técnico da seleção escocesa Alex McLeish, não conseguiu evitar o rebaixamento, mas conseguiu a promoção de volta à Premier League na primeira tentativa. A empresa de Yeung concluiu a aquisição em 2009, e a equipe terminou em nono lugar, a melhor colocação em 51 anos. Em 2011, eles conseguiram uma segunda Copa da Liga, derrotando o favorito Arsenal por 2 a 1 com gols de Nikola Žigić e Obafemi Martins e garantindo a classificação para a Liga Europa da UEFA, com o rebaixamento de volta para a segunda divisão, após o qual McLeish pediu demissão para se juntar ao Aston Villa.
O Birmingham não conseguiu chegar por pouco às rodadas eliminatórias da Liga Europa e à final dos play-offs. Com o clube em dificuldades financeiras e sob um embargo de transferências, o técnico Chris Hughton deixou o clube. Sob o comando de Lee Clark, o Birmingham manteve duas vezes o status de divisão, embora com o gol de Paul Caddis aos 93 minutos do último jogo de 2013–14 para evitar o rebaixamento pelo saldo de gols, mas a má fase continuou e ele foi demitido em outubro de 2014. Gary Rowett estabilizou a equipe e a levou a dois décimos lugares antes de ser demitido de forma controversa pelos novos proprietários do Trillion Trophy Asia em favor do "pedigree" de Gianfranco Zola, que ajudaria na "visão estratégica e de longo prazo" do clube para levá-lo a uma nova direção.
Duas vitórias em 24 jogos sob o comando de Zola deixaram o Birmingham precisando de duas vitórias nos últimos três jogos para se manter, o que foi conseguido sob o comando de Harry Redknapp. Redknapp durou mais um mês, seu ex-assistente Steve Cotterill, cinco meses, deixando para o sucessor Garry Monk outra batalha contra o rebaixamento, que acabou sendo bem-sucedida. Apesar das restrições orçamentárias e de uma dedução de nove pontos por violações das regras de Rentabilidade e Sustentabilidade (P&S) da Liga, a equipe terminou em 17º lugar em 2018–19; no entanto, Monk foi demitido em junho após conflito com a diretoria. Ele foi sucedido por seu assistente, Pep Clotet, inicialmente como interino. Na temporada 2019–20, uma temporada que foi suspensa de março a junho de 2020 devido à pandemia de COVID-19, o clube mais uma vez evitou o rebaixamento, apesar de uma sequência de 14 jogos sem vitórias no final da temporada e a ameaça de uma nova dedução de pontos. Jude Bellingham, uma joia da academia, foi vendido para o Borussia Dortmund no verão por uma transação recorde do clube, que teria valido até £30 milhões, depois disso, Aitor Karanka durou oito meses como técnico principal antes de ser substituído pelo ex-jogador do Birmingham Lee Bowyer. Depois de 16 meses e mais uma luta contra o rebaixamento, em meio a rumores de uma aquisição iminente, Bowyer foi substituído por John Eustace.

### Controle norte-americano e recorde mundial de pontos (2023–presente)
Depois de duas tentativas de aquisição fracassadas, a Shelby Companies Ltd, uma subsidiária da Knighthead Capital Management, sediada nos Estados Unidos e liderada pelo cofundador da empresa, Tom Wagner, adquiriu o controle acionário do clube e a propriedade total do estádio em 13 de julho de 2023. O ex-CEO do Manchester City, Garry Cook, foi nomeado para a função correspondente no Birmingham, e o clube ganhou considerável publicidade com a chegada do sete vezes vencedor do Super Bowl, Tom Brady, como proprietário minoritário e presidente do conselho consultivo.
No início de outubro, com a equipe na zona de classificação para os play-offs, Eustace foi demitido. Em um movimento que ecoou a substituição de Rowett por Zola sete anos antes, a diretoria enfatizou a necessidade de "uma mentalidade vencedora e uma cultura de ambição" em todo o clube, e uma nova nomeação com "responsabilidade de criar uma identidade e um estilo de jogo claro e sem medo". Depois que as duas vitórias do ex-jogador da Seleção Inglesa Wayne Rooney em 15 jogos deixaram o Birmingham em 20º lugar, Tony Mowbray foi contratado como técnico, mas sua necessidade de licença médica forçou a nomeação de Gary Rowett para os últimos jogos da temporada.
O Birmingham sagrou-se campeão da League One, a terceira divisão do sistema de ligas inglesas, na Temporada 2024-25, batendo o recorde de pontos da História da competição desde que passou a oferecer 46 partidas, 108 no total, ampliando o recorde para 111 pontos na última rodada da competição ao vencer o Cambridge por 2 a 1 fora de casa, apontado também como recorde mundial de pontos em uma liga profissional.

## Cores e emblema
Os membros da Small Heath Alliance decidiram entre si que suas cores seriam o azul; nos primeiros dias, eles usavam qualquer camisa azul que tivessem. O primeiro kit de uniformes era uma camisa azul-escura com uma faixa branca e calções brancos. Foram tentadas diversas variações do tema azul; a que se manteve foi a camisa azul royal com um "V" branco, adotada durante a Primeira Guerra Mundial e mantida até o final da década de 1920. Embora o design tenha mudado, o azul real permaneceu. Em 1971, eles adotaram a faixa "pinguim" - azul real com um amplo painel frontal central branco - que durou cinco anos. Desde então, eles geralmente usam camisas lisas, nominalmente azuis real, embora a tonalidade real usada tenha variado. Os shorts são azuis ou brancos, e os meiões geralmente são azuis, brancos ou uma combinação. O branco, o amarelo, o vermelho e o preto, sozinhos ou combinados, têm sido as cores mais frequentemente usadas no kit visitante.
Houve aberrações: o kit de 1992, patrocinado pela Triton Showers, era feito de um material azul coberto com salpicos multicoloridos que se assemelhavam a uma cortina de chuveiro. A camisa do time da casa só apresentou listras uma vez: em 1999, a camisa azul tinha um painel central frontal com listras estreitas azuis e brancas, um design semelhante à sacola de supermercado Tesco da época.
Quando o clube mudou seu nome de Small Heath para Birmingham em 1905, adotou o brasão da cidade como distintivo, embora nem sempre fosse usado nas camisas. A camisa "pinguim" da década de 1970 trazia as letras "BCFC" entrelaçadas no centro do peito. Em 1972, o jornal Sports Argus realizou um concurso para criar um novo distintivo para o clube. O trabalho vencedor, um globo e uma bola desenhados em linha, com uma fita com o nome do clube e a data de fundação, em azul e branco simples, foi adotado pelo clube, mas não foi usado nas camisas de jogo até 1976, depois que o design foi concedido pelo College of Arms em 1975. Uma experiência feita no início da década de 1990 com a coloração do globo e da bola foi logo abandonada.
Em junho de 2020, o clube anunciou uma parceria de quatro anos com a Nike como fornecedora de kits, que levam o logotipo do principal patrocinador do clube, a casa de apostas irlandesa BoyleSports. O uniforme padrão da temporada 2023–24 consiste em uma camisa azul real com um padrão gráfico de onda marinha e acabamento, shorts azuis real e meias brancas, enquanto o kit visitante tem uma camisa vermelha com um padrão gráfico preto e acabamento, shorts pretos e meias vermelhas. Ambos levam o logotipo do principal parceiro do clube, a empresa de streetwear Undefeated.
O clube raramente passa mais de três temporadas com o mesmo fornecedor de uniformes. O primeiro patrocinador a ter seu nome na camisa foi a cervejaria Ansells Brewery, sediada em Birmingham, em 1983. Eles se retiraram em meados de 1985, e as camisas ficaram sem patrocínio até janeiro de 1987, quando a Co-op Milk pagou uma "quantia de cinco dígitos" para ter seu nome exibido até o final da temporada. Isso foi um alívio para o clube, não apenas financeiramente: o vice-presidente alegou que, como "um clube grande... as pessoas esperam que tenhamos um patrocinador para a camisa e nós estávamos ficando para trás". Os patrocinadores posteriores incluíram a varejista de automóveis PJ Evans/Evans Halshaw (1988–1989), MK One (1989–1992), Triton Showers (1992–1995), Auto Windscreens (1995–2001), Phones 4u (2001–2003), Flybe (2003-2007), F&C Investments (2007–2011), a empresa de câmbio RationalFX (2011–2012), a empresa de "estilo de vida e lazer" EZE Group (2012–2013 e 2015–2016), a empresa de cigarro eletrônico Nicolites (2013–2014), a facilitadora de pagamentos móveis Zapaygo (2014–2015) e a 888sport (2016–2019).

## Elenco atual
Última atualização: 3 de junho de 2025.

## Estádios
O Small Heath Alliance jogou seus primeiros jogos em casa em um terreno baldio na Arthur Street, Bordesley Green. Com o aumento do interesse, eles se mudaram para um campo cercado em Ladypool Road, Sparkbrook, onde era possível cobrar ingresso. Um ano depois, eles se mudaram novamente para um campo adjacente à Muntz Street, Small Heath, próximo à Coventry Road, com capacidade para cerca de 10 mil pessoas. O campo da Muntz Street era adequado para os jogos amistosos da década de 1880, e a capacidade foi gradualmente aumentada para cerca de 30.000 pessoas, mas quando milhares de espectadores escalaram muros e quebraram catracas para entrar em um jogo da First Division contra o Aston Villa, ficou claro que o campo não poderia mais atender à demanda.
O diretor Harry Morris identificou um local para um novo campo em Bordesley Green, a cerca de 1 km (3/4 de milha) da Muntz Street em direção ao centro da cidade. O terreno era onde antes funcionava uma fábrica de tijolos; o terreno se inclinava muito para baixo até chegar a piscinas estagnadas, mas o estádio foi construído em menos de doze meses, desde a limpeza do terreno até a cerimônia de abertura no Boxing Day de 1906. Uma forte nevasca quase impediu a inauguração; os voluntários tiveram que limpar o gramado e os terraços antes da partida, um empate sem gols contra o Middlesbrough, pudesse ser realizada. O campo tem a fama de ter sido amaldiçoado por ciganos expulsos do local; embora se saiba que os ciganos acamparam nas proximidades, não há evidências contemporâneas de que tenham sido expulsos pelo clube.

Média de público da liga em St Andrew's

A capacidade original do St Andrew's era de 75 mil espectadores, com 4 mil assentos na Main Stand e espaço para 22.000 espectadores cobertos. Em 1938, a capacidade oficial era de 68.000 espectadores e, em fevereiro de 1939, foi estabelecido o recorde de público no empate da quinta rodada da FA Cup contra o Everton, registrado como 66.844 ou 67.341. Na eclosão da Segunda Guerra Mundial, o Chefe de Polícia ordenou o fechamento do campo devido ao perigo de ataques aéreos; foi o único campo a ser fechado dessa forma e só foi reaberto depois que o assunto foi levantado no Parlamento. Ele foi muito danificado durante a Blitz de Birmingham: o Railway End e o Kop foram bombardeados, enquanto a Main Stand foi incendiada quando um bombeiro confundiu gasolina com água.
A Main Stand substituta usava um projeto de teto em balanço, o que significava menos pilares para bloquear a visão dos espectadores do campo. Os holofote foram instalados em 1956 e ligados oficialmente em um amistoso contra o Borussia Dortmund em 1957. No início da década de 1960, uma arquibancada foi construída no Railway End com o mesmo design da Main Stand, telhados foram colocados no Kop e no Tilton Road End, e a capacidade do campo foi reduzida para cerca de 55.000 pessoas.
Como resultado do Relatório Popplewell de 1986 sobre a segurança dos campos esportivos e do Relatório Taylor posterior, a capacidade do St Andrew's foi fixada em 28.235 pessoas por motivos de segurança, mas foi aceito que o estádio precisava ser adaptado aos padrões modernos de todas as cadeiras. Após o último jogo em casa da temporada de 1993-94, as arquibancadas Kop e Tilton Road foram demolidas - os torcedores levaram para casa uma parte significativa como lembrança - para serem substituídos no início da nova temporada por uma arquibancada Tilton Road de 7.000 lugares, continuando na esquina até o Kop de 9.500 lugares, inaugurado dois meses depois. A arquibancada Railway Stand, com 8.000 lugares, foi inaugurada em 1999; dez anos depois, foi rebatizada de Gil Merrick Stand, em homenagem ao ex-gerente e detentor do recorde de público do clube, mas a Main Stand ainda não foi modernizada. Em 2021, o site do clube listou a capacidade do estádio como 29.409.

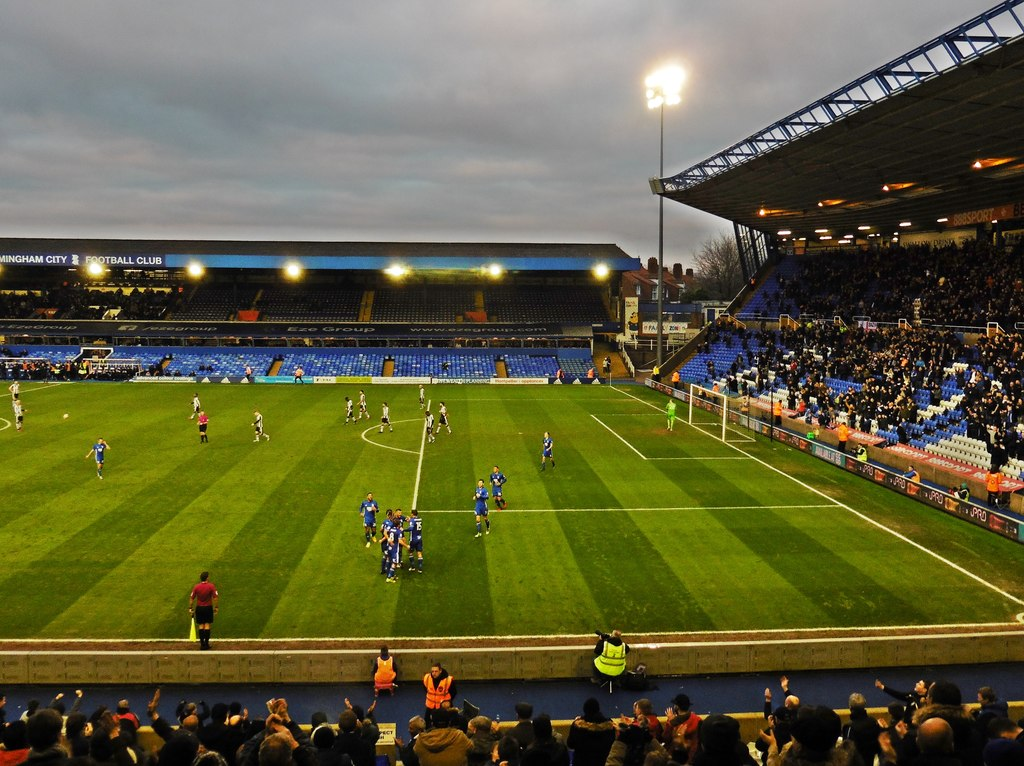
Jogadores celebrando um gol no St. Andrew's

Em 2004, foi apresentada uma proposta para a construção de uma "vila esportiva" composta por um City of Birmingham Stadium com capacidade para 55.000 pessoas, outras instalações esportivas e de lazer e um super cassino, a ser financiado conjuntamente pelo Birmingham City Council, pelo Birmingham City F.C. (por meio dos lucros da venda do St Andrew's) e pelo grupo de cassinos Las Vegas Sands. A viabilidade do plano dependia de o governo emitir uma licença para um supercassino e de Birmingham ser escolhida como o local, mas isso não aconteceu. O clube tem permissão de planejamento para reformar a Main Stand, mas o clube e o conselho continuaram buscando fontes alternativas de financiamento para o projeto do City of Birmingham Stadium.
Em 2013, o pedido do Birmingham City Supporters' Trust para listar o St. Andrew's como um ativo de valor comunitário (ACV) — um edifício ou outro terreno cujo uso principal "promove o bem-estar social ou os interesses sociais da comunidade local" e onde é realista acreditar que poderia fazê-lo no futuro — sob o Localism Act 2011 foi aprovado pelo Conselho Municipal de Birmingham. Isso exige que qualquer proposta de venda seja notificada ao conselho e prevê uma moratória de seis meses sobre essa venda para permitir que o Trust e outros grupos comunitários apresentem sua própria proposta. Em 2018, os proprietários do clube fecharam um acordo de patrocínio de três anos, segundo o qual o nome passou a ser St Andrew's Trillion Trophy Stadium.
As camadas inferiores das arquibancadas Tilton e Kop foram fechadas para reparos relacionados ao amianto por cerca de três anos, reabrindo totalmente em novembro de 2023. Em 2024, o estádio foi renomeado para St. Andrew's @ Knighthead Park por motivos de patrocínio, como "o primeiro passo no plano dos proprietários de criar um 'Bairro Esportivo' de renome mundial em Birmingham".

## Torcida

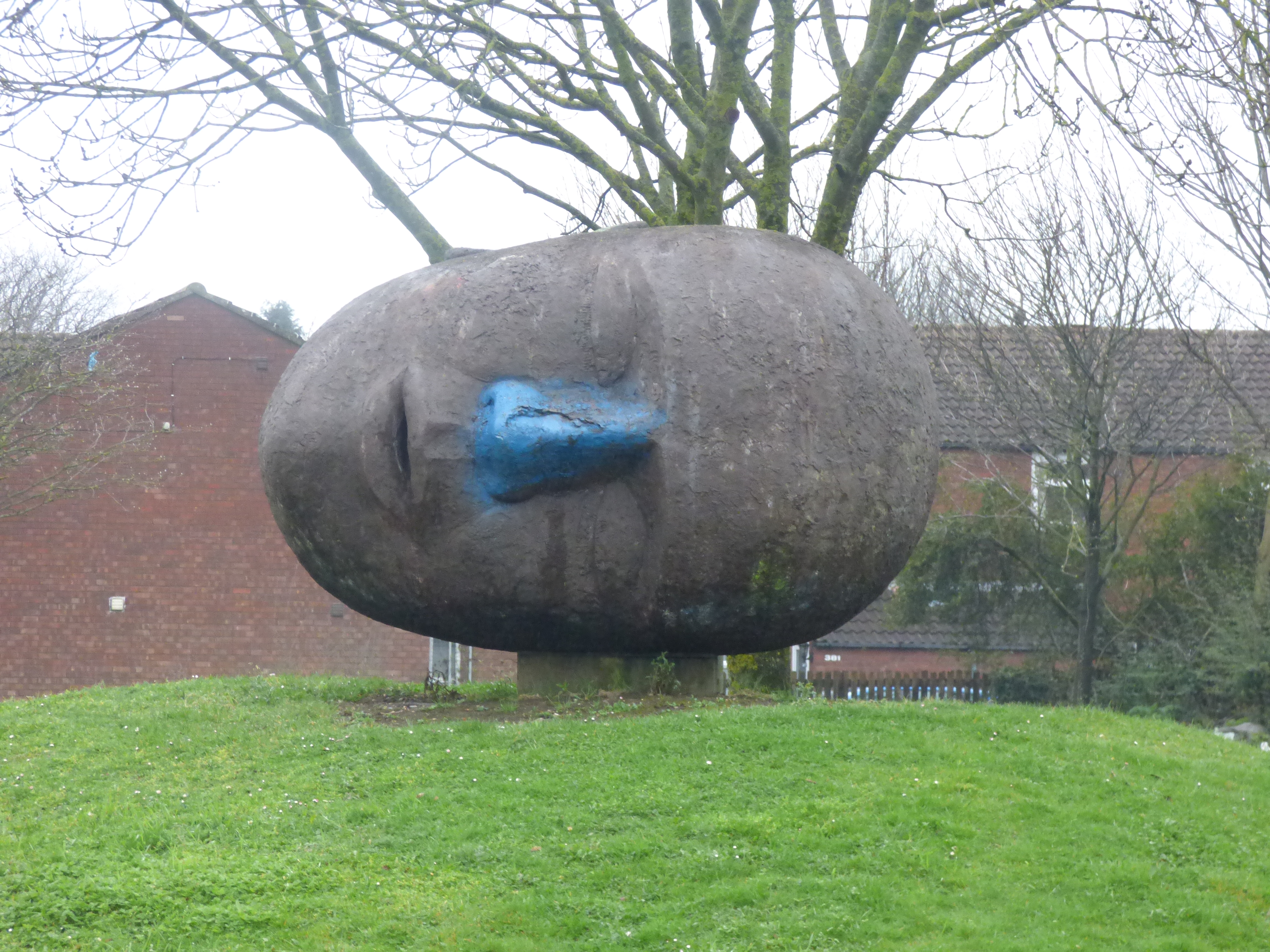
A escultura Sleeping Iron Giant tem o seu nariz pintado de azul pelos torcedores do Birmingham City devido ao apelido "bluenoses" aos torcedores do clube

Os torcedores do Birmingham consideram que o seu principal rival é o Aston Villa, seu vizinho mais próximo geograficamente, com quem disputam o Second City Derby. As rivalidades menores incluem os clubes de Midlands Ocidentais, o Wolverhampton Wanderers e o West Bromwich Albion. De acordo com uma pesquisa do Football Fans Census de 2003, os torcedores do Aston Villa consideravam o Birmingham City como seu principal rival, embora nem sempre tenha sido assim.
Os torcedores do Birmingham são geralmente chamados de "Bluenoses" na mídia e pelos próprios torcedores; o nome também é usado de forma depreciativa por torcedores de outros clubes. Uma peça de escultura pública na forma de uma cabeça dez vezes maior do que o tamanho natural, deitada em um monte perto do campo de St. Andrew, o Sleeping Iron Giant de Ondré Nowakowski, foi repetidamente desfigurada com tinta azul no nariz. Entre 1994 e 1997, o mascote do clube assumiu a forma de um nariz azul, embora agora seja um cachorro chamado Beau Brummie, uma brincadeira com o nome Beau Brummell e Brummie, a gíria para uma pessoa de Birmingham.

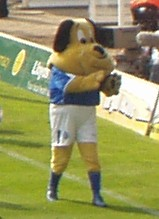
Beau Brummie, mascote do clube

Vários fã-clubes são afiliados ao clube, tanto na Inglaterra quanto no exterior. Um grupo de ação foi formado em 1991 para protestar contra o presidente Samesh Kumar, o clube culpou uma petição na Internet pelo fracasso da compra do jogador Lee Bowyer em 2005, e a antipatia pela diretoria provocou cânticos hostis e uma invasão de campo após a última partida da temporada 2007–08, mas quando o clube estava em dificuldades financeiras, os torcedores contribuíram para esquemas que financiaram a compra dos jogadores Brian Roberts em 1984 e Paul Peschisolido em 1992. Um fundo de torcedores foi formado sob os auspícios da Supporters Direct em 2012.
Houve vários fanzines publicados por torcedores. O Made in Brum, publicado pela primeira vez em 2000, era o único à venda regularmente em 2013. O Zulu começou alguns anos antes e durou pelo menos 16 temporadas. O grupo hooligan associada ao clube, a Zulu Warriors, era incomum por ter membros multirraciais em uma época em que muitas dessas empresas tinham associações com grupos racistas ou de direita.
O hino da torcida, uma adaptação de "Keep Right On to the End of the Road" de Harry Lauder, foi adotado durante a campanha da FA Cup de 1955–56. O correspondente de futebol do The Times descreveu em sua prévia da final da FA Cup como os clãs de Birmingham levaram sua equipe para Wembley - a primeira equipe a chegar a uma final sem jogar em casa - ao som da música "Keep right on to the end of the road".
Atribui-se ao jogador Alex Govan a popularização da música, cantando-a no ônibus a caminho das quartas de final e quando ele revelou em uma entrevista que era sua favorita. 
Na preparação para a semifinal da Copa da Inglaterra de 1956 contra o Sunderland, fui entrevistado pela imprensa e deixei escapar que minha música favorita era o antigo número de music hall de Harry Lauder, "Keep Right on to the End of the Road". Não pensei mais no assunto, mas quando o terceiro gol foi marcado em Hillsborough, todos os torcedores do Blues começaram a cantá-la. Foi o momento de maior orgulho de minha vida.

## Títulos
| NACIONAIS | NACIONAIS                      | NACIONAIS | NACIONAIS                           |
|           | Competição                     | Títulos   | Temporadas                          |
| --------- | ------------------------------ | --------- | ----------------------------------- |
|           | Copa da Liga Inglesa           | 2         | 1962–63 e 2010–11                   |
|           | Campeonato Inglês - 2ª Divisão | 4         | 1892–93, 1920–21, 1947–48 e 1954–55 |
|           | EFL Trophy                     | 2         | 1990–91 e 1994–95                   |
|           | Campeonato Inglês - 3ª Divisão | 2         | 1994–95, 2024–25                    |

## Recordes e estatísticas
O Birmingham alcançou sua melhor colocação, o sexto lugar na primeira divisão, na temporada 1955–56 da Primeira Divisão. Frank Womack detém o recorde de participações na liga do Birmingham, tendo jogado 491 partidas entre 1908 e 1928, seguido de perto por Gil Merrick, com 485 entre 1946 e 1959. Se todas as competições sênior forem incluídas, Merrick tem 551, seguido de perto por Womack, com 515, que é o recorde para um jogador de campo. O jogador que mais atuou pela seleção enquanto esteve no clube foi Maik Taylor, com 58 partidas pela Irlanda do Norte.
O recorde de gols é de Joe Bradford, com 249 gols na liga, 267 no total, marcados entre 1920 e 1935; nenhum outro jogador chega perto. Walter Abbott detém o recorde de maior número de gols marcados em uma temporada, em 1898–99, com 34 gols na liga da Second Division e 42 gols no total.
A maior goleada do clube na liga foi de 12–0, um placar que foi alcançado uma vez na Football Alliance, contra o Nottingham Forest em 1899, e duas vezes na Second Division, contra o Walsall Town Swifts em 1892 e o Doncaster Rovers em 1903. Eles perderam uma partida da liga por uma margem de oito gols em oito ocasiões: duas vezes na Football Alliance e cinco vezes na First Division, todas fora de casa, e uma vez em casa, derrotados por 8–0 pelo Bournemouth na Championship em 2014. Seu recorde de vitória na Copa da Inglaterra foi de 10–0 contra o Druids na quarta rodada de qualificação da competição de 1899; seu recorde de derrota na FA Cup foi de 7–0 em casa para o Liverpool nas quartas de final de 2006.
O recorde de público em casa do Birmingham foi estabelecido no empate da quinta rodada da FA Cup contra o Everton em 11 de fevereiro de 1939. É registrado de várias maneiras como 66.844 ou 67.341. A maior taxa de transferência recebida por um jogador do Birmingham é, de acordo com o site da Sky Sports, "uma garantia de 25 milhões de libras adiantadas" recebida em julho de 2020 do Borussia Dortmund por Jude Bellingham, o que o tornou o jovem de 17 anos mais caro do futebol mundial; o negócio também incluiu add-ons "no valor de 'vários milhões a mais'". A maior taxa paga em um jogador foram 6,3 milhões de libras pelo meio-campista croata Ivan Šunjić, que veio do Dínamo Zagreb em julho de 2019.